# Lu Zhiwu
Lu Zhiwu (Wenzhou, 18 maart 1989) is een Chinees zwemmer. Hij vertegenwoordigde zijn vaderland op de Olympische Zomerspelen 2008 in Peking en de Olympische Zomerspelen 2012 in Londen.

## Carrière
Bij zijn internationale debuut, op de wereldkampioenschappen zwemmen 2007 in Melbourne, strandde Lu samen met Huang Shaohua, Cai Li en Chen Zuo in de series van de 4x100 meter vrije slag.
Op de wereldkampioenschappen kortebaanzwemmen 2008 in Manchester werd de Chinees uitgeschakeld in de series van zowel de 50 als de 100 meter vrije slag, daarnaast strandde hij samen met zijn landgenoten in de series van alle estafettenummers. Tijdens de Olympische Zomerspelen van 2008 in Peking werd Lu samen met Chen Zuo, Huang Shaohua en Cai Li uitgeschakeld in de series van de 4x100 meter vrije slag.
In Rome nam de Chinees deel aan de wereldkampioenschappen zwemmen 2009. Op dit toernooi strandde hij in de series van de 50 meter vrije slag, op de 4x100 meter vrije slag werd hij samen met Chen Zuo, Shi Tengfei en Cai Li uitgeschakeld in de series.
Tijdens de Aziatische Spelen 2010 in Kanton veroverde Lu de gouden medaille op de 50 meter vrije slag en de zilveren medaille op de 100 meter vrije slag. Samen met Shi Tengfei, Jiang Haiqi en Shi Runqiang sleepte hij de gouden medaille in de wacht op de 4x100 meter vrije slag, op de 4x100 meter wisselslag werd hij samen met Sun Xiaolei, Wang Shuai en Zhou Jiawei gediskwalificeerd in de finale. Op de wereldkampioenschappen kortebaanzwemmen 2010 in Dubai strandde de Chinees in de series van zowel de 50 als de 100 meter vrije slag. Samen met Shi Tengfei, Jiang Haiqi en Shi Runqiang eindigde hij als zevende op de 4x100 meter vrije slag, op de 4x100 meter wisselslag eindigde hij samen met Cheng Feiyi, Wang Shuai en Chen Weihu op de achtste plaats.
In Shanghai nam Lu deel aan de wereldkampioenschappen zwemmen 2011, op dit toernooi werd hij uitgeschakeld in de series van zowel de 50 als de 100 meter vrije slag. Samen met Jiang Haiqi, He Jianbin en Zhang Enjian strandde hij in de series van de 4x100 meter vrije slag, op de 4x100 meter wisselslag werd hij samen met Sun Xiaolei, Xie Zhi en Zhou Jiawei uitgeschakeld in de series.
Tijdens de Olympische Zomerspelen van 2012 in Londen zwom de Chinees samen met Li Yunqi, Jiang Haiqi en Dai Jun in de series van de 4x200 meter vrije slag, in de finale legden Li en Jiang samen met Hao Yun en Sun Yang beslag op de bronzen medaille. Voor zijn inspanningen in de series ontving Dai de bronzen medaille. Daarnaast strandde hij samen met Zhang Enjian, He Jianbin en Shi Tengfei in de series van de 4x100 meter vrije slag, op de 4x100 meter wisselslag werd hij samen met Cheng Feiyi, Li Xiayan en Zhou Jiawei uitgeschakeld in de series. Op de wereldkampioenschappen kortebaanzwemmen 2012 in Istanboel eindigde Lu als achtste op de 100 meter vrije slag, daarnaast strandde hij in de series van de 50 meter vrije slag. Samen met Cheng Feiyi, Li Xiayan en Wu Peng eindigde hij als vijfde op de 4x100 meter wisselslag, op de 4x100 meter vrije slag eindigde hij samen met Shi Yang, Hao Yun en Shi Tengfei op de zevende plaats. Samen met Hao Yun, Pu Wenjie en Shi Tengfei werd hij uitgeschakeld in de series van de 4x200 meter vrije slag.

## Internationale toernooien
| Jaar | Olympische Spelen                                                                           | WK langebaan                                                                       | WK kortebaan                                                                                             | PanPacs       | Aziatische Spelen                                                           |
| ---- | ------------------------------------------------------------------------------------------- | ---------------------------------------------------------------------------------- | --- | ------------- | --------------------------------------------------------------------------- |
| 2007 |                                                                                             | 15e 4x100m vrije slag                                                              | |               |                                                                             |
| 2008 | 12e 4x100m vrije slag                                                                       |                                                                                    | 48e 50m vrije slag 38e 100m vrije slag 11e 4x100m vrije slag 10e 4x200m vrije slag 12e 4x100m wisselslag |               |                                                                             |
| 2009 |                                                                                             | 36e 50m vrije slag 15e 4x100m vrije slag                                           | |               |                                                                             |
| 2010 |                                                                                             |                                                                                    | 22e 50m vrije slag 21e 100m vrije slag 7e 4x100m vrije slag 8e 4x100m wisselslag                         | geen deelname | 50m vrije slag · 100m vrije slag · 4x100m vrije slag · DQ 4x100m wisselslag |
| 2011 |                                                                                             | 24e 50m vrije slag 26e 100m vrije slag 13e 4x100m vrije slag 13e 4x100m wisselslag | |               |                                                                             |
| 2012 | 11e 4x100m vrije slag · 4x200m vrije slag · Lu zwom enkel de series · 11e 4x100m wisselslag |                                                                                    | 19e 50m vrije slag 8e 100m vrije slag 7e 4x100m vrije slag 9e 4x200m vrije slag 5e 4x100m wisselslag     |               |                                                                             |

## Persoonlijke records
Bijgewerkt tot en met 15 december 2012

### Kortebaan
| Afstand         | Tijd  | Datum            | Plaats    |
| --------------- | ----- | ---------------- | --------- |
| 50m vrije slag  | 21,56 | 5 november 2011  | Singapore |
| 100m vrije slag | 47,29 | 15 december 2012 | Istanboel |

### Langebaan
| Afstand         | Tijd    | Datum        | Plaats   |
| --------------- | ------- | ------------ | -------- |
| 50m vrije slag  | 22,24   | 1 april 2009 | Shaoxing |
| 100m vrije slag | 48,92   | 29 juli 2012 | Londen   |
| 200m vrije slag | 1.48,83 | 31 juli 2012 | Londen   |